# Samuel Eidels
Pour les articles homonymes, voir Eidel.
Samuel Eidels  (hébreu : שמואל אליעזר הלוי איידלס Shmouel Eliezer Halevi Eidels), traditionnellement référé dans les cercles juifs sous l’acronyme de Maharsha (מהרש"א, pour Morenou Harav Rabbi Shmouel Eidels, « Notre maître et rabbin, Rabbi Shmouel Eidels ») est un talmudiste galicien des XVIe et XVIIe siècles (Cracovie, 1555 - Ostróg, 1631), auteur d’un commentaire classique sur les portions législatives et narratives du Talmud de Babylone ainsi que sur leurs commentaires par Rachi et les Tossafistes, imprimé en fin de volume dans les éditions courantes.

## Éléments biographiques
Samuel Eidels ou Edeles naît dans une famille de rabbins à Kazimierz, en banlieue de Cracovie (certaines sources indiquent cependant Poznań). Il est apparenté par sa mère au Maharal de Prague.
Faisant rapidement montre d’un important savoir, après son mariage, il s’installe avec sa femme Dvora à Poznań où le rabbin fonde et dirige une académie talmudique. En reconnaissance pour sa belle-mère Edel Lifschitz, veuve du rabbin Moshe Lifschitz de Brześć  qui subvient aux besoins de l’académie pendant vingt ans, il prend son nom (Eidels ou Edeles signifie en yiddish « d’Edel »). Après la mort de sa belle-mère, le Maharsha devient rabbin dans diverses communautés à Chełm, Lublin et Ostróg où il décède.
Son commentaire du Talmud de Babylone, rédigé dans un style clair et concis, est rapidement adopté et incorporé dans pratiquement toutes les éditions du Talmud, incluant les plus récentes.

## Œuvres
Samuel Eidels est l’auteur des Hiddoushei Halakhot et des Hiddoushei Aggadot, considérés comme « l’un des commentaires les plus incisifs et les plus analytiques sur le Talmud, Rachi et les Tossafot ».